# The Fairy Feller’s Master-Stroke (festmény)
A The Fairy Feller’s Master-Stroke Richard Dadd festménye. A megrendelője George Henry Hayden, a Bethlem Royal kórház akkori vezetője volt, akit lenyűgöztek Dadd művészi törekvései. Hayden kifejezetten egy mesebeli témájú képet kért. Dadd kilenc éven át, 1855-től 1864-ig dolgozott a művén, mikroszkopikus pontossággal készítette az összes részletét, szinte háromdimenziós hatást keltve – általánosságban a legjobb művének tartják. Ennek ellenére maga a festő úgy vélte, hogy az alkotás befejezetlen, ezért odatette a kvázi szót a címéhez.
Később írt hozzá egy költeményt, Elimination of a Picture & its subject--called The Feller's Master Stroke címen, amelyben az összes figurát megnevezte, és leírta azok céljait, hogy bebizonyítsa, nemcsak véletlen ihlet következménye a kompozíció.

## Örökség
A Queen együttes azonos című dalát ez a kép inspirálta. A szöveg – hasonlóan Dadd verséhez – egyfajta leírást ad a képen történtekről.

## Külső hivatkozások
- Tate Gallery Archiválva 2012. február 4-i dátummal a Wayback Machine-ben
- Elemzés Elimination of a Picture & its subject--called The Feller's Master Stroke Archiválva 2011. július 18-i dátummal a Wayback Machine-ben